# VHV-Groupe
 (avril 2017).
Si vous disposez d'ouvrages ou d'articles de référence ou si vous connaissez des sites web de qualité traitant du thème abordé ici, merci de compléter l'article en donnant les références utiles à sa vérifiabilité et en les liant à la section « Notes et références ».
VHV-Groupe (en allemand : VHV Gruppe) est une entreprise allemande spécialisée dans l'assurance, fondée en 2003. Son siège social se situe à Hanovre. La mutuelle a été créée en 1919 par les entreprises de la
construction.
VHV est l'une des cinq grandes compagnies d'assurance automobile de l'Allemagne. VHV est la principale assurance allemande dans le domaine de l'assurance-vie.
Le groupe est actif en Allemagne, en France, en Autriche (depuis 1973), en Turquie (depuis 2012) et en Italie.
En Allemagne, le groupe VHV emploie environ 3 200 salariés dont environ 2 400 sur le site de Hanovre.

## Histoire

### Développement jusqu'en 2003
VHV a été créé en tant qu'institution d'auto-assistance pour l'industrie de la construction en 1919. Afin d'assurer des projets de construction transfrontaliers en Autriche, VHV a fondé sa filiale VAV en 1973.
En 2003, une fusion se réalise entre VHV Allgemeine Versicherungs AG et Hannoversche Lebensversicherung

### Période 2004-2009
En 2004, l'assureur VHV Lebensversicherung AG est fondé.
Afin d'accéder au marché de l'assurance directe, Hannoversche Direktversicherung AG a été créée et, depuis l'automne 2007, elle vend des produits automobiles par internet. En 2008, le Groupe VHV est entré dans le marché français de l'assurance. En outre, une participation de 7,4 pour cent a été acquise dans la société d'assurance suisse Nationale Suisse en 2008. En raison du nombre croissant de clients et d'employés, un nouveau siège, achevé en 2009, est construit à VHV-Platz 1.

## Filiales
VHV est un groupe multi-marques. Les filiales de VHV-Groupe sont :
- VHV Holding AG, Hanovre (VHV Holding AG contrôle le développement stratégique et l'orientation du Groupe)[11]
- Hannoversche Lebensversicherung AG, Hanovre (Hannoversche Lebensversicherung AG est le principal assureur vie-risque en Allemagne).
- VHV Allgemeine Versicherung AG, Hanovre(Le « VHV Allgemeine » est la compagnie d'assurance composite).
- WAVE Management AG, Hanovre(Wave Management AG est la société d'investissement en capital du groupe VHV).
- VAV Versicherungs-AG, Vienne (VAV est un fournisseur d'assurance non-vie sur le marché autrichien)[12].
- VHV Reasürans AŞ, Istanbul (VHV Reasürans est une société de réassurance, qui opère principalement en Turquie).
- Hannoversche Direktversicherung AG
- VHV solutions GmbH, Hanovre(« VHV solutions GmbH » est la société de services central du Groupe, regroupant tous les processus de traitement des contrats et de règlement des sinistres).
- VVH Versicherungsvermittlung Hannover GmbH, Hanovre(La médiation d'assurance VVH est un courtier d'assurance qui est active dans toute l'Allemagne)[13].

## Direction
Depuis 2003, le PDG du groupe VHV est Uwe Reuter (de). Le président du conseil de surveillance est Peter Lütke-Bornefeld depuis 2014.

## Chiffres financiers
| année                                        | 2010    | 2011    | 2012    | 2013    | 2014    | 2015    | 2016    | 2017    | 2018    |
| -------------------------------------------- | ------- | ------- | ------- | ------- | ------- | ------- | ------- | ------- | ------- |
| Résultat net consolidé (en millions d'euros) | 35,7    | 108,9   | 72,7    | 52,6    | 103,8   | 140,1   | 127,8   | 156,1   | 233,3   |
| Primes brutes acquises (en millions d'euros) | 2 330,4 | 2 377,7 | 2 460,5 | 2 624,5 | 2 687,3 | 2 720,9 | 2 871,9 | 3 041,9 | 3 151,2 |
| Capitaux propres (en millions d'euros)       | 650,8   | 764,8   | 838,5   | 889,8   | 993,9   | 1 140,6 | 1 265,9 | 1 415,4 | 1 645,1 |
| Employés (au 31 décembre)                    | 2 880   | 2 796   | 2 713   | 2 704   | 2 798   | 2 897   | 3 010   | 3 090   | 3 202   |
| Nombre de contrats (en millions)             | 8,5     | 8,2     | 8,4     | 9,0     | 9,1     | 9,5     | 10,1    | 10,5    | 10,9    |